# Thermie
Die Thermie (Einheitenzeichen: th) ist eine veraltete britische Maßeinheit der Wärmemenge.
1 th = 106 Kalorien15 = 4,1855 · 106 Joule